# Perry (Getränk)

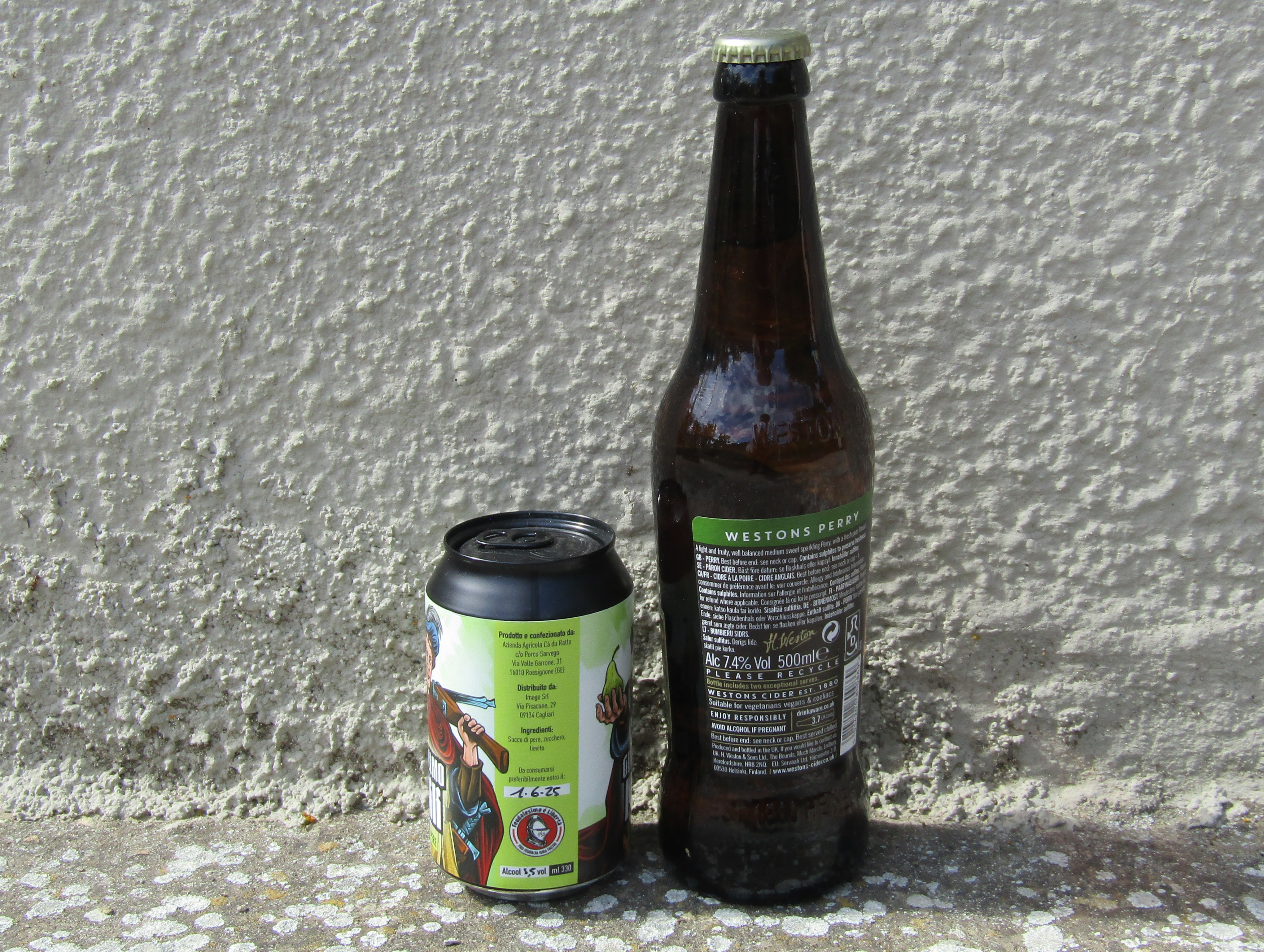
Italienischer und britischer Perry (von links)

Perry ist ein dem französischen Cidre oder dem britischen Cider verwandter Obstschaumwein, wobei als Grundlage jedoch Birnen an Stelle von Äpfeln verwendet werden. Andere Namen sind Poiré auf Französisch oder Pear Cider auf Englisch. Im Deutschen findet zumeist der synonyme Begriff Birnenwein Verwendung, weitere (regionale und oft veraltete) Namen sind Beerenwein, Beere-Bumbes und Beerbuff.
Dabei ist jedoch zu beachten, dass der Name Pear Cider nicht geschützt ist für Perrys, sodass unter diesem Namen auch Cider auf Apfelbasis verkauft werden können, denen lediglich Birnenaroma zugegeben wurde.
Bereits Plinius der Jüngere berichtete über Schaumweine aus Äpfeln und Birnen, so dass es auf eine mindestens zweitausendjährige Geschichte zurückblicken kann.